# アンジュ＝ジャック・ガブリエル

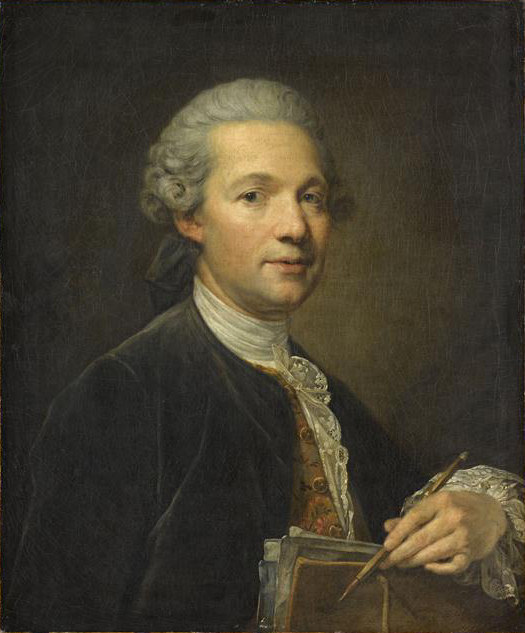
アンジュ＝ジャック・ガブリエル

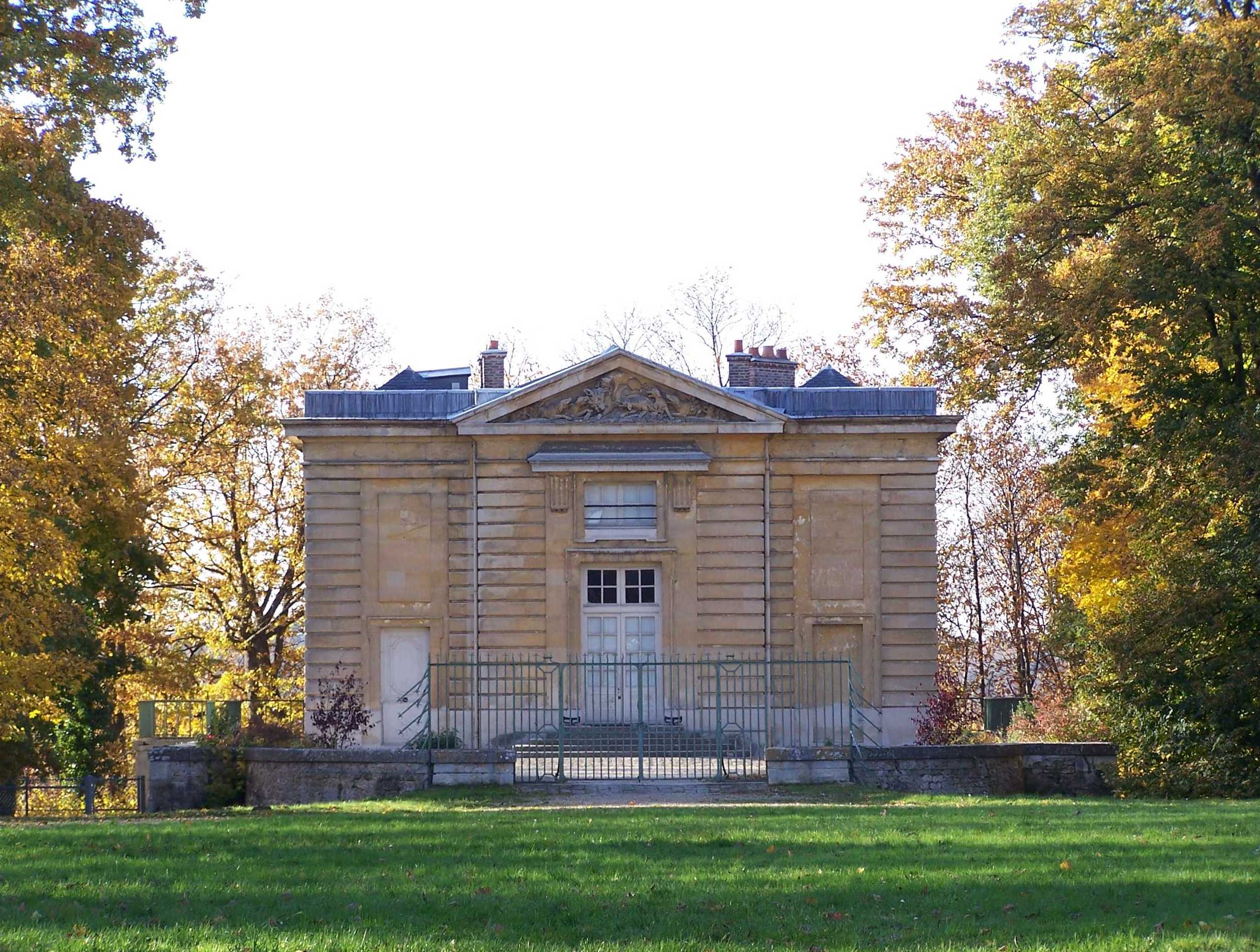
Pavillon Butard

アンジュ＝ジャック・ガブリエル(Ange-Jacques Gabriel、1698年10月23日 - 1782年1月4日）は18世紀に活躍したフランスの建築家。当時のヨーロッパでも著名な建築家として知られる。

## 略歴
彼の父ジャック・ガブリエル（1667年 - 1742年）は著名な建築家で、パリにいくつかの優れた邸宅を建てたが、その中でも著名なのがペイレンヌ・ド・モラ邸（現在のロダン美術館）であり、また彼はロココ的都市計画の傑作であるボルトのプラス・ロワイアル（1720年起工）を建設。1735年には主席建築家かつアカデミー主事となった。
息子アンジュは、パリでこの父のもとで修業を積んだがイタリアへは渡らなかった。父のもとで、そして父と共同で王のために働き、やがて父を継いで主席建築家となった。この地位にいた彼は専ら王ルイ15世とポンパドゥール夫人のために建設建築に従事した。
旧サン＝ロックの丘 (Butte Saint-Roch) の麓、旧オルティ＝デュ＝ルーヴル通り (Rue des Orties-du-Louvre) 界隈、現在のパリ1区サントノーレ通りから伸びるオペラ大通り界隈で死去した。

## 作風
ロココ様式はいわば無視し、フランソワ・マンサール以来のフランス古典主義の伝統を推し進める。それを最終的に新古典主義建築に開花させた。その偉大さは同時代の建築家シャルダンに似るが、そのもっとも洗練された例はフォンテーヌブローにあるボンパドゥール夫人のためのエルミタージュ（1749年起工）のような小規模で親しみのある建物、そして彼の偉大な傑作である、ヴェルサイユの庭園にある小トリアノン宮殿（1761－1768）である。
プチトリアノンは英国のパッラーディオ主義の生まじめな厳格さに負っているところがあるが、その完全に均整のとれた立体的な構成における極限的な優美さと洗練は完全にフランス流であり、ある種の平静さを獲得しており、その種類においても質においても同時代の他のいかなるものとも異なる建物となっている。
そのほか、ヴェルサイユのパゲィヨン・フランセ（1750）、狩猟用の小さな別荘であるパヴィヨン・ド・ビュタール（1750）、パヴィヨン・トラ・ミュエット（1753－4）、ショワジィに建つプチ・シャト（1754-1756）などこれらは彼の傑作にみられる礼儀正しい親密さをみせている。
コンピエーニュ宮殿の公園と庭園（オワーズ・コンピエーニュ）は、もとは庭園の再建プロジェクトから始めたが、これはルイ15世の命で、それまであった城館を現在の新古典主義の傑作へと改築。柱廊を設けるペリスタイルで街に城を開放的にする斬新な設計を実施し、見事な風景式庭園で構成した。
ここでは前世紀フランス庭園の再建プロジェクトから始めて、自身の後継者の建築家ル・ヴォとともに、往時のロマン派の影響を受けた見事な風景式庭園を建造。 森の自然な延長に与えたシェーンブルン宮殿に触発されたボザールデモンの路地の需要で開かれた。その後バラ園が、温帯ガラスの家の隣に1820年に設計され、バラと多数の多年生の異なる古代種を関連付ける最後の年に復元されている。
そのほかの代表作に、コンコルド広場の設計がある。